# مونشنبرنزدورف
مونشنبرنزدورف (بالألمانية: Münchenbernsdorf) هي بلدة ألمانية تقع في ألمانيا في تورينغن. يقدر عدد سكانها بـ 3,262 نسمة .

## أعلام
- هيرمان جاغر